# Bíňovce
Bíňovce este o comună slovacă, aflată în districtul Trnava din regiunea Trnava. Localitatea se află la altitudinea de 204 m deasupra n.m., se întinde pe o suprafață de 7,79 km2 și în 2017 număra 681 de locuitori.

## Istoric
Localitatea Bíňovce este atestată documentar din 1330.

## Demografie
| An:                | 1994 | 2004   | 2014   | 2024   |
| ------------------ | ---- | ------ | ------ | ------ |
| Număr de persoane: | 647  | 654    | 663    | 639    |
| Diferență:         |      | +1,08% | +1,37% | −3,61% |

| An:                | 2023 | 2024 |
| ------------------ | ---- | ---- |
| Număr de persoane: | 639  | 639  |
| Diferență:         |      | +0%  |